# Rubidograptis regulus
Rubidograptis regulus är en fjärilsart som beskrevs av Józef Razowski 1981. Rubidograptis regulus ingår i släktet Rubidograptis och familjen vecklare. Inga underarter finns listade i Catalogue of Life.